# 瀆川橋駅
瀆川橋駅（とくせんきょうえき）は、中華人民共和国 江蘇省蘇州市呉中区に位置する蘇州軌道交通5号線の駅である。

## 歴史
- 2023年7月26日：開業[1]。

## 隣の駅
蘇州軌道交通
■ 5号線
霊岩山駅- 瀆川橋駅 -大治橋駅